# Bogotà Challenger 1990
Il Bogotà Challenger 1990 è stato un torneo di tennis facente parte della categoria ATP Challenger Series nell'ambito dell'ATP Challenger Series 1990. Il torneo si è giocato a Bogotà in Colombia dal 17 al 23 settembre 1990 su campi in terra rossa.

## Vincitori

### Singolare
Álvaro Jordan ha battuto in finale  Libor Němeček con il punteggio di 6–3, 6–3

### Doppio
Mauricio Hadad /  Mario Rincón hanno battuto in finale  Carlos Claverie /  Greg Failla con il punteggio di 7–6, 7–6